# Marta Janiszewska
Marta Janiszewska (ur. 29 lipca 2000 w Świnoujściu) – polska siatkarka, grająca na pozycji atakującej. Od sezonu 2019/2020 występuje w klubie PTPS Piła. W sezonie 2017/2018 zdobyła brązowy medal na mistrzostwach Polski juniorek z SMS Police. W sezonie 2018-2019 wywalczyła srebrny medal wraz z klubem SPS Volley Piła.

## Sukcesy klubowe
Mistrzostwa Polski juniorek:
 – 2018 z klubem SMS Police
 – 2019 z klubem SPS Volley Piła